# 영주 비로사 석조비로자나불좌상
영주 비로사 석조비로자나불좌상(榮州 毘盧寺 石造毘盧遮那佛坐像)은 대한민국 경상북도 영주시 풍기읍 삼가리, 비로사에 있는 남북국 시대 신라의 석불이다.
1989년 4월 10일 대한민국의 보물 제996호 영풍비로사석아미타 및 석비로자나불좌상(榮豊毘盧寺石阿彌陀및石毘盧舍那佛坐像)으로 지정되었다가, 2010년 8월 25일 제996-2호로 번호가 변경되고, 현재의 명칭으로 변경되었다.

## 개요
비로사는 신라말 고려초의 명승 진공대사가 다시 지은 유명한 사찰이다. 이곳에는 2구의 불상이 있는데 원래 광배(光背)와 대좌(臺座)를 모두 갖추고 있었으나 광배는 깨진 채 버려졌다.
높이 1.13m의 석조아미타여래좌상은 원만한 얼굴과 당당한 어깨로 현실적 사실주의가 잘 반영되어 있다. 옷은 왼쪽 어깨만을 감싼 형태이며, 손은 가볍게 주먹을 쥔 상태에서 손바닥을 위로 하고 양 손의 엄지 손가락을 맞대고 있다.
높이 1.17m의 석조비로자나불좌상은 단정한 얼굴과 안정된 신체의 형태로 석조아미타여래좌상과 같이 현실적 사실주의를 잘 나타내고 있다. 양 어깨를 감싼 옷은 얇게 빚은 듯한 평행계단식 주름으로 자연스럽게 보인다. 손은 왼손 검지를 오른손으로 감싼 모양으로 일반적인 석조비로자나불좌상이 취하는 손모양이다.
두 불상은 단아하면서도 선의 특징, 몸의 자세 등이 대체적으로 9세기 후반 석불과 비슷하고, 동시에 나란히 아미타여래좌상·비로자나불좌상이 같이 있다는 점에서 9세기 통일신라 화엄불교의 특징을 보여주는 귀중한 작품이라 하겠다.

## 참고 자료
- 영주 비로사 석조비로자나불좌상 - 국가유산청 국가유산포털